# طقزدمر الحموي
الأمير سيف الدين طُقُزدَمُر الحَمَويّ الناصري الساقي كان من مماليك الملك المؤيَّد عماد الدين إسماعيل الأيوبي صاحب حماة، ثم انتقل إلى مِلك الملك الناصر محمد بن قلاوون وجعله ساقيًا، ثم رقّاه حتى صار أمير مائة ومقدم ألف بالديار المصرية، ثم جعله أمير مجلس وزوَّجه بإحدى بناته، وصار من عظماء أمرائه إلى أن مات.
ولما تسلطن الملك المنصور أبو بكر بن الناصر محمد بن قلاوون استقر طُقُزدَمُر هذا نائب السلطنة بديار مصر، إلى أن أُخرِج إلى نيابة حماة. ثم نُقِلَ إلى نيابة حلب، ثم إلى نيابة دمشق، ثم طُلِب إلى القاهرة في سلطنة الملك الكامل شعبان فحضر إليها مريضًا في محفّة ومات بعد أيام.